# William Bennett
William Ingham Brooke Bennett OBE (Londen, 7 februari 1936 – 11 mei 2022) was een Brits fluitist.

## Biografie
Bennett, zoon van architecten, werd geboren in Londen op 7 februari 1936. Hij begon op 12-jarige leeftijd fluit te spelen en in plaats van zijn militaire dienst na de oorlog te vervullen, speelde hij drie jaar lang bij de Scots Guards, een onderdeel van de Britse Queen's Guards. Hierdoor kon hij zijn studie voortzetten aan de Guildhall School of Music. Op 22-jarige leeftijd werd hij benoemd tot eerste fluitist van het BBC Northern Orchestra (later het BBC Philharmonic).
Hij speelde in de meeste van de belangrijke Britse symfonieorkesten – waaronder het English Chamber Orchestra, het London Symphony Orchestra en de Academy of St Martin in the Fields – en had daarnaast een carrière als solist. Ook gaf hij les aan de Royal Academy of Music. Bennet werd een Britse koninklijke onderscheiding toegekend door de Britse Koningin in 1995 en hij ontving de lifetime achievement award van de Amerikaanse National Flute Association in 2002. 
Daarnaast leverde Bennett belangrijke bijdragen aan de technische ontwikkeling van de fluit. Hij ontwikkelde een instrument, de 'flauto di bassetto', die het bereik van de fluit naar beneden toe met een kleine terts uitbreidt. Hij gebruikte dit instrument in zijn opname van Mozarts concert KV 218. In de late jaren zestig verbeterde hij de intonatie van de moderne fluit in samenwerking met andere Britse fluitisten en de Britse fluitbouwer Albert Cooper, resulterend in de wat nu meestal de Bennett-Cooper scale wordt genoemd.  Tot slot leverde hij een belangrijke bijdrage aan de ontwikkeling van fluiten van het Japanse merk Altus.
Bennett overleed op 86-jarige leeftijd aan een zenuwziekte.